# Ya Sheng-De
Ya Sheng-De es un deportista taiwanés que compitió en judo. Ganó una medalla de bronce en el Campeonato Asiático de Judo de 1981, en la categoría de –86 kg.

## Palmarés internacional
| Representando a China Taipéi |                     |                   |           |
| Campeonato Asiático          |                     |                   |           |
| Año                          | Lugar               | Medalla           | Categoría |
| 1981                         | Yakarta (Indonesia) | Medalla de bronce | –86 kg    |